# 浮云溪
浮云溪位于中华人民共和国浙江省丽水市云和县境内的一条河流，是瓯江龙泉溪段右岸支流，发源于云和县西南崇头镇叶垟村附近的白鹤尖东麓，自西南向东北，流经水碓垟村、栗溪村，于金光圩转东南流，至崇头镇再转东北流，经三望栏村、云和县城后，于县城东北郊的独山右纳云坛溪后折向北流，于浮云街道局村汇入龙泉溪。河长28千米，流域面积338平方千米，年均径流量4.2亿立方米，河流水质常年在Ⅱ类左右。